# The Cohens and the Kellys
The Cohens and the Kellys è una serie cinematografica di sette film commedia, girati tra il 1926 e il 1933. Racconta in chiave comica le vicende dei rapporti tra due famiglie, una ebrea (i Cohen) e una irlandese (i Kelly), i cui figli si innamorano e si sposano.
Il legame tra ebrei e irlandesi viene dall'esperienza di condivisione degli stessi spazi urbani a New York tra le due comunità. Diventa tradizionale già nel vaudeville e da qui si trasmette al teatro e al cinema, sin dal cortometraggio   Levi & Cohen: The Irish Comedians, girato da Billy Bitzer nel 1903. Due commedie di Broadway in particolare ebbero un'importanza decisiva nel definire i personaggi e le situazioni: Two Blocks Away di Aaron Hoffman (1921) e Abie's Irish Rose di Anne Nichols (1922).
I film della serie The Cohens and the Kellys non sono caratterizzati da una coerente sequenza narrativa, che faccia di ogni film il seguito del precedente. L'unità è data dal ripetersi della stessa situazione che vede interagire tra di loro due famiglie, una ebrea e una irlandese, per il resto variamente descritte nella composizione dei loro membri e nella loro condizione sociale.
Gli attori principali della serie rimangono invariati (con qualche eccezione). Sono George Sidney e Vera Gordon (Mr. e Mrs. Cohen), e Charles Murray e Kate Price (Mr. e Mrs. Kelly). A loro si affiancano attori e attrici volta volta diversi, soprattutto nel ruolo dei figli. Anche la commedia di Nichols, Abie's Irish Rose, conosce in parallelo alla serie numerosi adattamenti radiofonici e cinematografici, tra il 1928 e il 1946, ai quali prenderanno parte anche alcuni degli stessi attori.
Il tema del rapporto tra una famiglia ebraica e una irlandese, i cui figli si uniscono in matrimonio, sarà ripreso non senza controversie nel 1972-73 nella serie televisiva Bridget Loves Bernie.

## La serie cinematografica

### 1.The Cohens and the Kellys(film 1926)
- La famiglia Cohen: George Sidney (Mr. Cohen); Vera Gordon (Mrs. Cohen); Olive Hasbrouck (Nannie Cohen); Robert Gordon (Sammy Cohen).
- La famiglia Kelly: Charles Murray (Mr. Kelly); Kate Price (Mrs. Kelly); Jason Robards Sr. (Tim Kelly); Mickey Bennett (Terence Kelly).

I Cohen e i Kelly sono due famiglie, una ebrea e una irlandese, che vivono nello stesso quartiere. Nonostante ci siano continue tensioni e pregiudizi tra i due gruppi, i loro figli si innamorano, si sposano ed hanno un bambino. Le famiglie all'inizio entrambe disconoscono i loro figli ma poi si riconciliano con loro e tra di loro.

### 2.The Cohens and the Kellys in Paris(film 1928)
Interpreti principali: George Sidney (Jacob Cohen); Vera Gordon (Mrs. Cohen); J. Farrell MacDonald (Mr. Kelly); Kate Price (Mrs. Kelly).
I Cohen e i Kelly sono partner in affari ma continuamente in lite tra di loro. Quando scoprono che i loro figli si vogliono sposare a Parigi si precipitano in Francia per cercare di impedire il matrimonio.

### 3.The Cohens and the Kellys in Atlantic City(film 1929)
Interpreti principali: George Sidney (Mr. Cohen); Vera Gordon (Mrs. Cohen); Mack Swain (Mr. Kelly); Kate Price (Mrs. Kelly).

### 4.The Cohens and the Kellys in Scotland(film 1930)
Interpreti principali: George Sidney (Mr. Cohen); Vera Gordon (Mrs. Cohen); Charles Murray (Mr. Kelly); Kate Price (Mrs. Kelly).

### 5.The Cohens and the Kellys in Africa(film 1930)
Interpreti principali: George Sidney (Mr. Cohen); Vera Gordon (Mrs. Cohen); Charles Murray (Mr. Kelly); Kate Price (Mrs. Kelly).

### 6.The Cohens and the Kellys in Hollywood(film 1932)
Interpreti principali: George Sidney (Mr. Cohen); Emma Dunn (Mrs. Cohen); Charles Murray (Mr. Kelly); Esther Howard (Mrs. Kelly).

### 7.The Cohens and the Kellys in Trouble(film 1933)
Interpreti principali: George Sidney (Mr. Cohen); Charles Murray (Mr. Kelly).